# Biotopo Sanderau
Il Biotopo Sanderau è un'area naturale protetta che si trova nel territorio comunale di Val di Vizze in Alto Adige. Fu istituita nel 1985.
Occupa una superficie di 4,2 ha nella provincia autonoma di Bolzano.